# Silas Tourangin
Pour les articles homonymes, voir Tourangin.
Georges-Silas Tourangin (6 septembre 1790, Issoudun - 24 septembre 1874, Nohant-en-Graçay), est un militaire et homme politique français.

## Biographie
Frère de Victor Tourangin et de Zulma Carraud, il s'engagea en 1808, fit les campagnes de l'empire, devint chevalier de la Légion d'honneur, et fut retraité, à la Restauration, avec le grade de capitaine d'infanterie.
Hostile aux Bourbons, il resta longtemps éloigné des luttes politiques, et n'entra dans les assemblées parlementaires que sous le règne de Louis-Philippe.
Successivement élu député du 4e collège du Doubs (Montbéliard), le 12 juin 1836, le 4 novembre 1837, le 2 mars 1839 et le 9 juillet 1842, il prit place au centre gauche, vota contre les lois de disjonction et d'apanage, contre le ministère Molé (mars 1839), pour la dotation du duc de Nemours, pour les fortifications de Paris, pour l'adjonction des capacités, contre le recensement et contre l'indemnité Pritchard.
Puis il donna sa démission, et fut remplacé, le 2 août 1845, par Auguste Napoléon Parandier. Il fut maire de Nohant-en-Graçay de 1848 à 1850.

## Sources
- « Silas Tourangin », dans Adolphe Robert et Gaston Cougny, Dictionnaire des parlementaires français, Edgar Bourloton, 1889-1891 [détail de l’édition]